# Stadsomwalling van Hasselt

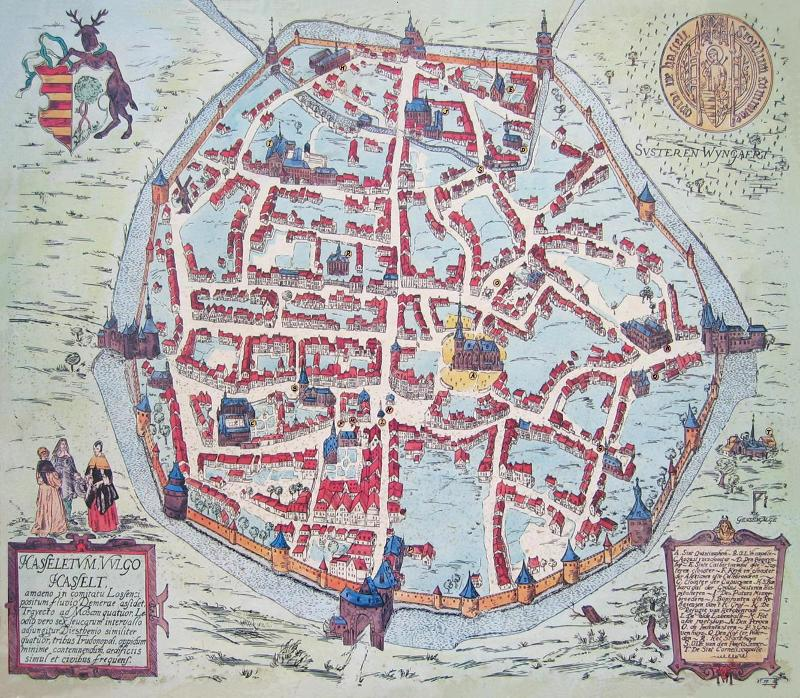
De stadsomwalling van Hasselt

De stadsomwalling van Hasselt is de voormalige verdedigingsgordel van de Belgische stad Hasselt.

## Geschiedenis

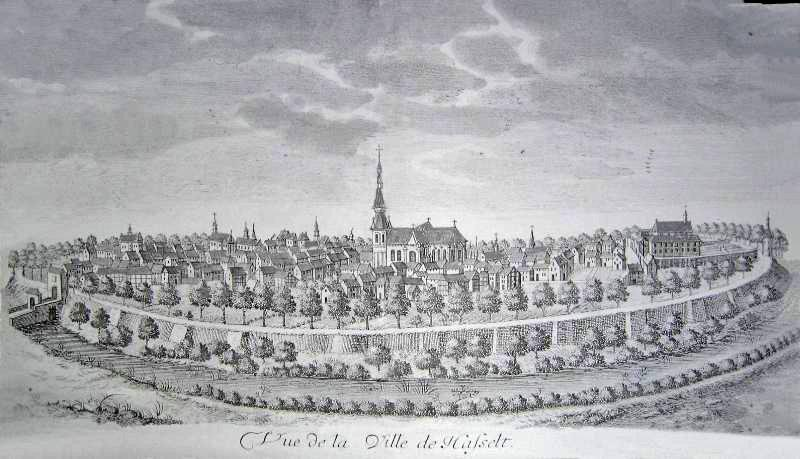
Hasselt in 1740

De eerste aanleg van de stadsmuur van Hasselt vond vermoedelijk plaats omstreeks 1281. Er waren vier stadspoorten: de Maastrichterpoort in het oosten, de Kuringerpoort in het westen, de Kempische Poort in het noorden en de Nieuwpoort in het zuiden, die naar Sint-Truiden en naar Luik leidde. Vanaf de Grote Markt liepen straten straalsgewijs naar deze poorten toe: de Kapelstraat naar de Kuringerpoort, de Hoogstraat en Demerstraat naar de Kempische Poort, de Maastrichterstraat naar de Maastrichter Poort, en de Nieuwstraat (tegenwoordig Koning Albertstraat genaamd) naar de Nieuwpoort.
Hoewel de muren regelmatig door oorlogshandelingen werden vernield, werden ze steeds weer hersteld, maar in 1705 werden ze, op de stadspoorten na, gesloopt en vervangen door een aarden wal.

## Boulevard
In 1845 werd ook de aarden omwalling afgebroken, en in 1849 begon, onder leiding van de Brusselse architect Louis Spaak, de aanleg van een boulevard op de plaats van de vroegere omwalling. Deze boulevard werd eind jaren '50 van de 20e eeuw omgevormd tot een vierbaans ringweg, de zogeheten Kleine Ring. Toen tussen 1967 en 1972 de Grote Ring om Hasselt werd aangelegd, kom men het aantal rijbanen op de Kleine Ring opnieuw terugbrengen tot 2. Aldus kwam er weer ruimte voor groen, en ontstond de zogeheten Groene Boulevard.